# Bradford (Automarke)

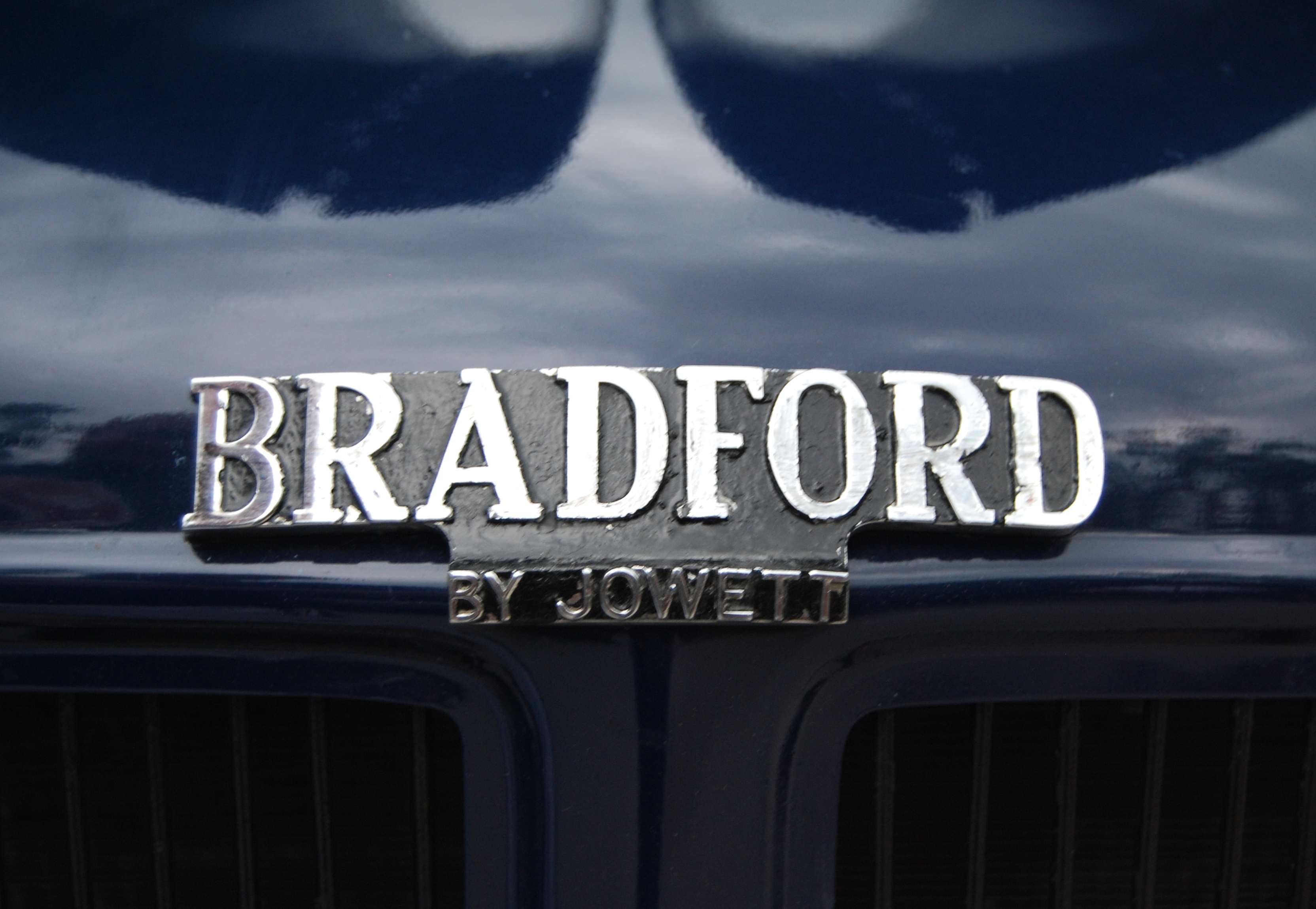
„Bradford by Jowett“-Schriftzug

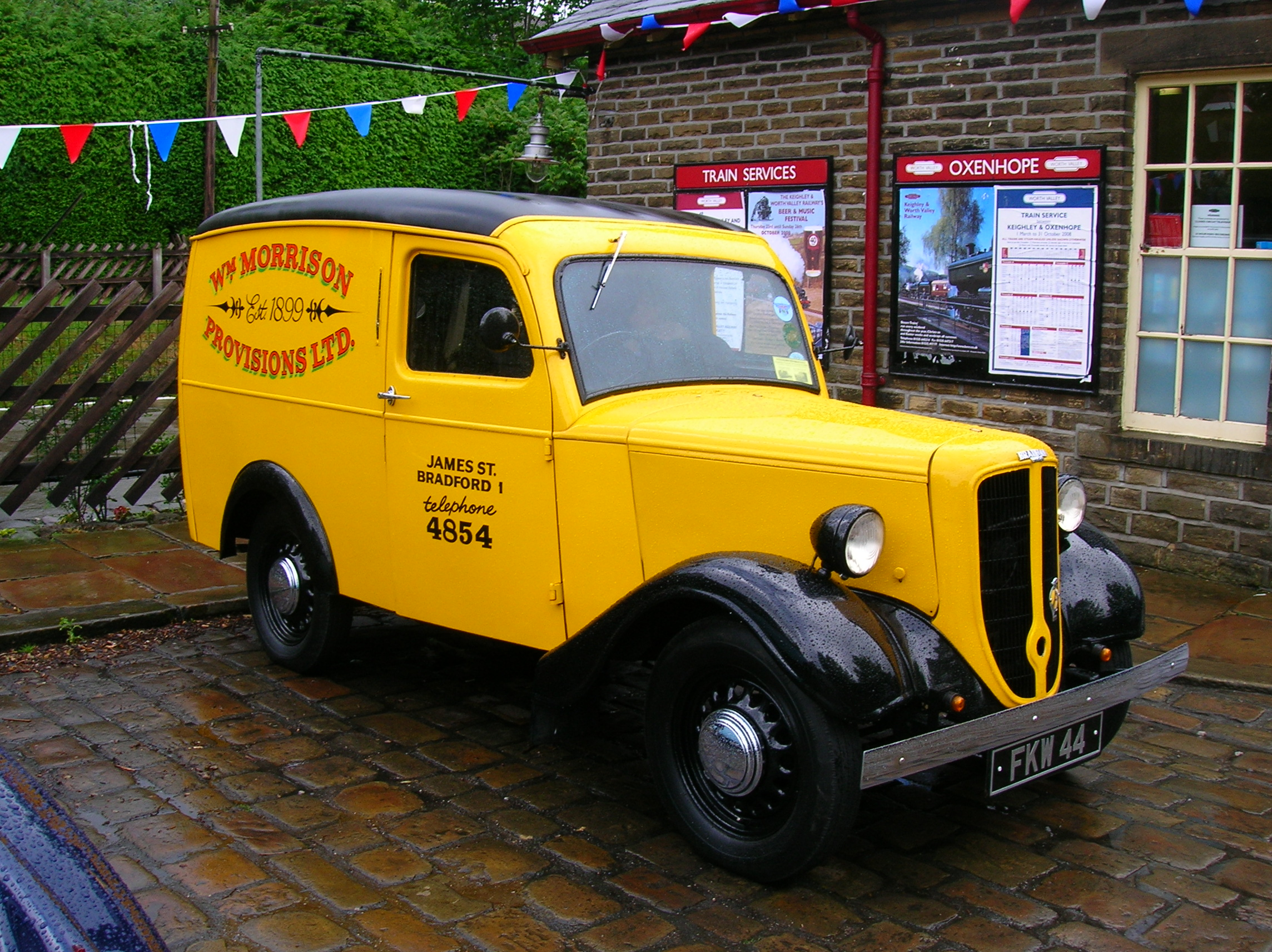
Bradford 8 hp Kleintransporter (1948)

Bradford war eine britische Automarke, die zwischen 1946 und 1954 von der Jowett Cars Ltd. in Bradford (Yorkshire) gefertigt wurde.
Es handelte sich dabei um den Lieferwagen CA mit 400 kg Nutzlast und die beiden Kombis CB (200 kg Nutzlast) und CC (300 kg Nutzlast) auf Basis des Jowett 8 hp von 1937. Der seitengesteuerte Reihenzweizylindermotor hatte mit 1005 cm³ einen geringfügig größeren Hubraum als der Jowett und leistete 25 bhp (18,4 kW) bei 3.500 min−1.
1954 wurde ein Pick-up mit gegengesteuertem Motor entwickelt, der als CD auf den Markt kommen sollte. Probleme mit der Fertigung sorgten aber dafür, dass diese Fahrzeuge nie auf dem Markt kamen.
Somit wurde die Marke 1954 eingestellt.

## Modelle
| Modell       | Bauzeitraum | Zylinder | Hubraum  | Leistung         | bei Drehzahl | Radstand |
| ------------ | ----------- | -------- | -------- | ---------------- | ------------ | -------- |
| CA / CB / CC | 1946–1954   | 2 Reihe  | 1005 cm³ | 25 bhp (18,4 kW) | 3500 min−1   | 2286 mm  |